# Tragédie antique
L'expression tragédie antique est un terme de l'Histoire littéraire qui s'enregistre au renouveau du théâtre sérieux à la fin du XVIe siècle qui préfigure la tragédie classique du XVIIe siècle.

## Contexte
Dans le cadre de la démarche humaniste, les œuvres de l'Antiquité sont valorisées et traduites : au premier rang des auteurs anciens auxquels on s'intéresse on trouve les tragiques grecs comme Eschyle ou Sophocle ainsi que le latin Sénèque le Jeune. L'esthétique de l'imitation des Anciens, ou si l'on veut la revendication de réécriture chère aux poètes de la Pléiade, crée une émulation favorable à l'éclosion de nouveaux dramaturges.
D'autres facteurs s'ajoutent pour favoriser la réinvention de la tragédie antique, comme le désir de modernité et la prise de distance avec les sujets religieux hérités du Moyen Âge ou la réflexion nouvelle autour des règles d'Aristote. La fin du XVIe siècle voit aussi revenir peu à peu la paix civile qu'accompagne le déclin des sujets politiques du temps des guerres de religion.

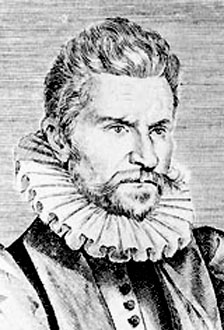
Robert Garnier (1544-1590)

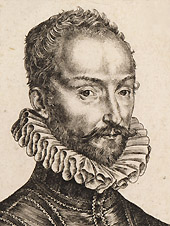
Etienne Jodelle (1532-1573)

## Auteurs
Le précurseur est Étienne Jodelle qui écrit la première tragédie en langue française et en alexandrins, avec Cléopâtre captive en 1552 ou encore Didon se sacrifiant, avant de connaître disgrâce et misère.
Avant lui toutefois, Théodore de Bèze, le successeur protestant du Réformateur Jean Calvin écrivit la première tragédie en langue française, Abraham sacrifiant (1550).
Robert Garnier (1544-1590) laissera lui aussi des œuvres à la manière antique : Hippolyte ou Antigone (1580) et surtout Les Juives (1583), dont le sujet vient de l'Antiquité biblique mais dont l'esthétique est bien dans l'esprit d'Aristote. Il inventera la tragédie à fin heureuse — la tragicomédie — avec Bradamante en 1582. 
Dans le même courant, on trouve Antoine de Montchrestien (1575?-1621), Alexandre Hardy (1572?-1632?), auteur de Didon et Lucrèce, Jean Mairet (1604-1686). Ils assurent la transition avec le jeune Pierre Corneille (1606-1684), dont la première tragédie, Médée, date de 1635, et Jean Racine, qui est l'auteur de Phèdre et d'autres tragédies antiques.